# Францішка Арнштайнова
Францішка Арнштайнова (пол. Franciszka Arnsztajnowa; 12 лютого 1865, Люблін — серпень 1942, концентраційний табір Треблінка, Польща) — польська поетеса і перекладачка єврейського походження періоду Молодої Польщі. Одна із засновників Люблінського союзу літераторів. Сестра французького філософа Еміля Меєрсона.

## Біографія
Францішка Арнштайнова народилася 12 лютого 1865 року в Любліні у родині банкіра-єврея, голови Люблінського кредитного товариства Бернарда (Берека) Меєрсона і письменниці Мальвіни (Малки) Меєрсон. Францішка була правнучкою люблінського рабина Азріеля Горовиця.

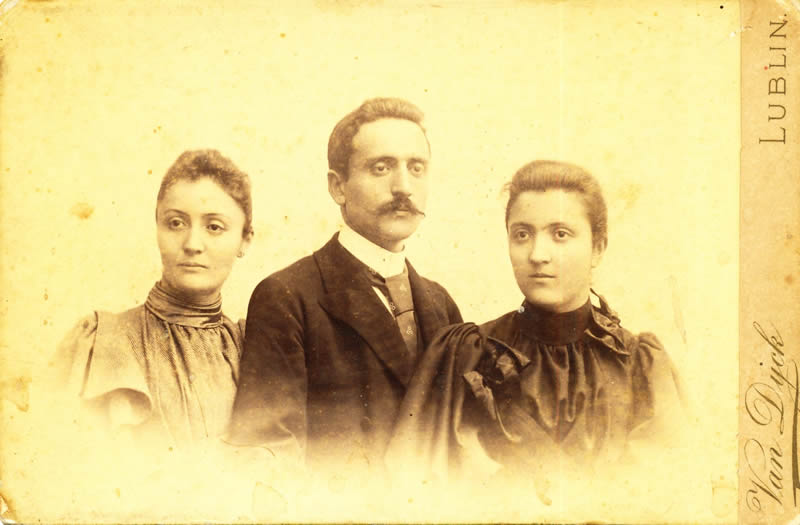
Фотографія Францішки Арнштайнової (ліворуч) з братом Емілем Меєрсоном і сестрою Генріеттою

Після закінчення жіночої гімназії в Любліні вона вивчала природознавство в Берліні. Після повернення до Польщі Францішка Арнштайнова, разом зі своїм чоловіком, займалися благодійною і громадською діяльністю. У 1934 році переїхали до Варшави.
Точна дата смерті Францішки Арнштайнової невідома, ймовірно вона померла в концентраційному таборі Треблінка в серпні 1942 року.

## Творча діяльність
У 1895 році Францішка Арнштайнова видала свою першу поетичну збірку «Poezje» в люблінській газеті «Kurier Codzienny». Пізніше авторка співпрацювала з Юзефом Чеховичем, з яким заснувала Люблінський союз літераторів.
Свої твори Францішка Арнштайнова публікувала в періодичних виданнях «Życie», «Kurier Polski», «Kurier Warszawski», «Kłosy», «Tygodnik Ilustrowany», «Głos», «Sfinks», «Ateneum».
Займалася перекладами на польську мову творів Редьярда Кіплінга, Герберта Велза і Вільяма Сомерсета Моема.

## Твори
- збірник «Poezje» (1985);
- збірник «Poezje» (1899);
- збірник «Archanioł jutra» (1924);
- збірник «Odloty» (1932);
- збірник «Stare kamienie» (1934) (спільно з Юзефом Чеховичем).

## Пам'ять

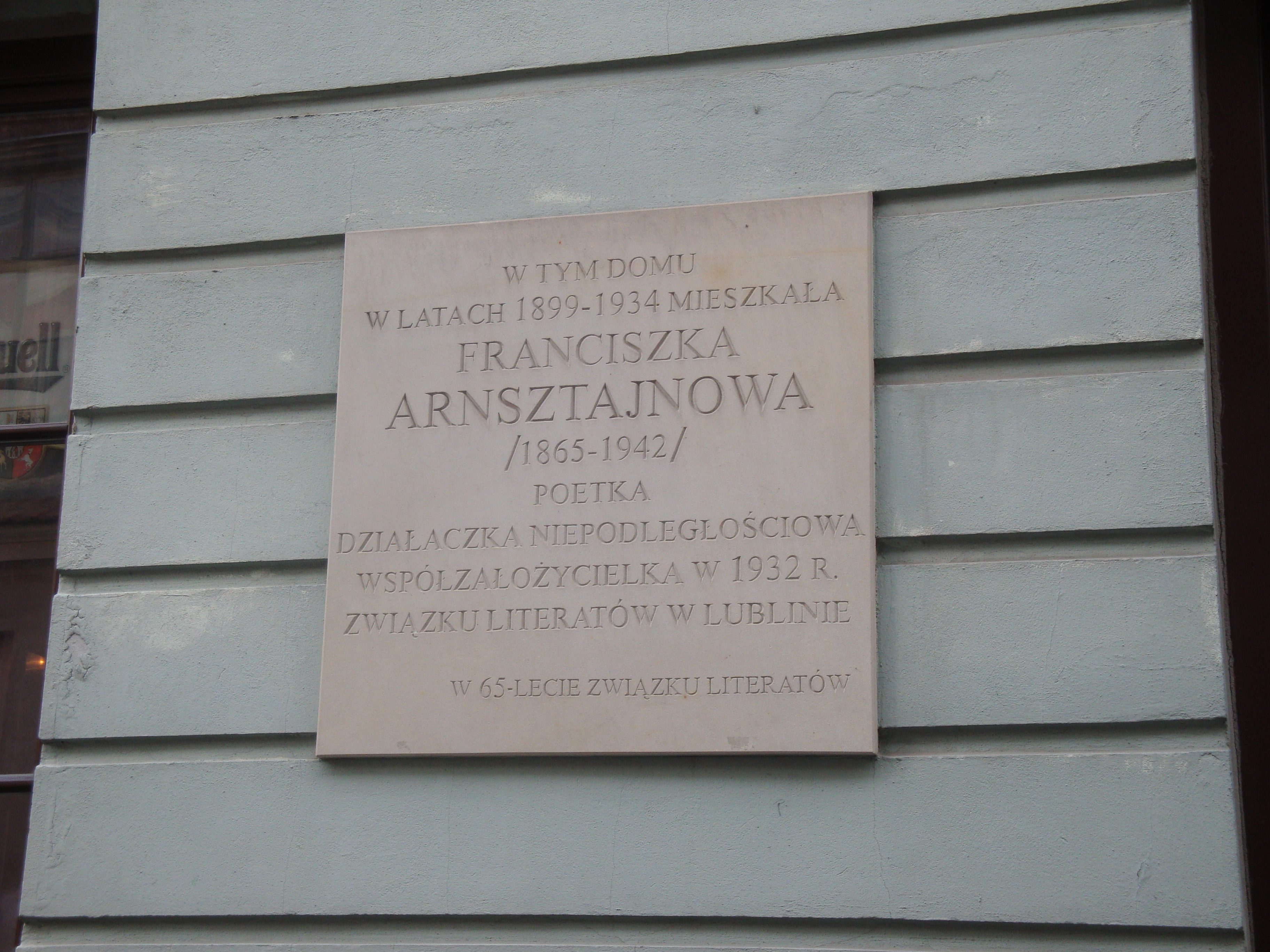
Меморіальна табличка

- У Любліні на будинку № 2 по вулиці Злота знаходиться меморіальна табличка на згадку про Францішку Арнштайнову. У цьому будинку вона проживала з 1899 по 1934 рік.